# Éco-Médias
Eco-Médias est un groupe de presse marocain fondé en 1991 à Casablanca, capitale de Casablanca-Settat. 
Il édite le quotidien francophone L'Économiste, le quotidien arabophone Assabah et diffuse Atlantic Radio. Le groupe possède plusieurs filiales, notamment Eco Print (imprimerie), l'École supérieure de journalisme et de communication (ESJC) et l'hebdomadaire L'Économiste du Faso au Burkina Faso.

## Filiales
- L'Économiste[5].
- Assabah est un quotidien arabophone marocain. Sa ligne éditoriale est généraliste. Il a été créé en mars 2000[6] par le groupe Ecomedias[7], l'un des groupes médiatiques les plus importants du pays[8],[9]. Ce dernier est dirigé par Abdelmounaïm Dilami, qui est également le directeur de publication du journal et fut le premier quotidien arabophone marocain non partisan[10].
- Atlantic Radio est une station de radio marocaine fondée le 17 novembre 2006 et basée à Casablanca[11]. Son capital est détenu à 31,3 % par Marie-Thérèse Bourrut, alias Nadia Salah, et à 29,2 % par Abdelmounaïm Dilami, qui dirige le groupe Éco-Médias.
- Eco-Print : Le groupe dispose de sa propre imprimerie, Eco-Print, équipée de deux imprimantes rotatives qui impriment les journaux du groupe mais aussi pour d'autres supports de presse marocains et étrangers.
- École Supérieur de Journalisme et de Communication (ESJC), créée en 2008 et qui a pour mission de former les étudiants aux tendances du journalisme et de la communication y compris digitale. L’ESJC propose des bac+3 en filières francophone et arabophone ainsi qu’un Master francophone.
- L'Économiste du Faso, lancé en 2013, est le premier journal économique du Burkina Faso[12]. Il propose une couverture approfondie de l'actualité économique et financière du pays[13].

## Historique
En octobre 1991 sort le tout premier numéro de l'hebdomadaire L'Économiste, qui paraît alors tous les jeudis. L'Économiste est en 1996 un des premiers journaux au monde à compiler tous ses articles sur CD-Rom.
L'hebdomadaire L'Économiste devient quotidien en octobre 1998.
L'imprimerie Eco-Print est aussi lancée.
En avril 2000, le Groupe crée le premier quotidien indépendant non partisan en langue arabe : Assabah.
L'Économiste est certifié par le Bureau Veritas ISO 9001 version 2000 en 2004, et la certification sera renouvelée tous les 3 ans (2007, 2010 et 2013, puis en ISO 9001 version 2015 en 2016 et 2019) permettant ainsi au journal de s'inscrire dans une démarche de satisfaction client.
Le Prix de L'Économiste est remis pour la première fois en 2005. Il récompense des recherches validées par des établissements publics ou privés avec pour objectif d'encourager la recherche académique sur l'économie marocaine, ses secteurs et ses entreprises.
Le nouveau siège social du Groupe est inauguré en novembre 2006 au 70 boulevard Massira Al Khadra à Casablanca. Le Groupe lance sa radio. Le 5 novembre, Atlantic Radio émet pour la première fois sur la bande FM[réf. nécessaire].
Le Groupe Eco-Médias crée l'École supérieure de journalisme et de communication de Casablanca (ESJC) en 2008. En 2009-2010, après Casablanca et Rabat, Atlantic Radio étend sa diffusion aux villes et régions de Tanger, Marrakech, Fès, Meknès, Essaouira, Safi, Agadir, Tan Tan et Guelmim.
Le Groupe lance L'Économiste du Faso en 2013 qui sort son premier numéro en mars. L'hebdomadaire parait le lundi. Il est formaté sur le modèle de L'Économiste, conçu au Faso et imprimé sur les rotatives d'Eco-Print.
L'ESJC signe en 2016 des partenariats avec les universités de Nice et de Barcelone.
En 2019, l'ESJC renforce ses partenariats à l'international en signant un partenariat d'échange avec The King's College de New York et le Cégep de Jonquière au Québec.
Le groupe Eco-Médias est racheté en 2020 par la holding Trispolis qui détient désormais 71 % du capital.

## Actionnariat historique et évolutions
Eco-Médias a réuni, pour son capital en 1991, une combinaison d'investisseurs institutionnels et de professionnels dont les cadres dirigeants du groupe. L'idée est portée à l'époque par deux journalistes, Nadia Salah et Nasreddine El Afrit, par Nader Mawlawi, président du cabinet d'études marketing Sunergia, rapidement rejoints par Abdelmounaïm Dilami (professeur de droit). Ils constituent un tour de table avec des institutionnels, l'ONA (aujourd'hui Al Mada), Sopar (holding de la famille Kettani qui présidait Wafabank et différentes entreprises industrielles) représentée par Saad Kettani, Akwa Group (hydrocarbures avec la marque Afriquia) représenté par Aziz Akhannouch, KAT (distribution alimentaire) représentée par Kamil Ouazzani, Moulay Hafid Elalamy (dirigeant d'assurance), Khalid Belyazid ainsi que les quatre initiateurs susnommés et aussi un expert-comptable de renom, feu Abderrahmane Saaïdi, à qui est confiée la première présidence.
Aujourd'hui[évasif], Sunergia Holding, dirigée par la famille Mawlawi, et Best Financière,, l'actionnaire de référence du groupe LabelVie fondé par Zouhaïr Bennani et Rachid Hadni, contrôlent respectivement 60 % et 40 % de la holding Global Communications qui contrôle Eco-Médias.